# Самонараняване
Самонараняването е съзнателното и целенасочено директно увреждане на телесните тъкани, извършено без намерение за самоубийство.
Най-честата форма на самонараняване е рязането на кожата, но с понятието се описва широк кръг поведения, включващ изгаряния, одирания, удряния на части от тялото, чоплене на кожата до степен на разраняване (дерматиломания), скубане на косми от тялото (трихотиломания) и вдишване на токсични субстанции. Поведението, свързано със злоупотреба с вещества, и хранителните разстройства не се смятат за самонараняване, защото при тях уврежданията на тъканите обикновено е страничен, а не търсеният ефект. Границите на този вид поведение обаче не са винаги ясно определени и в някои случаи поведение, което обичайно попада извън рамките на самонараняването, може наистина да представлява самонараняване, ако се прави с изричното намерение да се причини увреждане на тъканите. Въпреки че самоубийството не е намерение за самонараняване, връзката между самонараняване и самоубийство е комплексна, тъй като самонараняващото поведение потенциално може да бъде животозастрашаващо. Съществува и повишен риск от самоубийство у индивиди, които се самонараняват  до степен самонараняването да присъства в 40–60% от самоубийствата. Като цяло обаче обобщението, че самонараняващите се са самоубийци, е в общия случай неправилно.
Желанието за самонараняване се среща при пациенти с различни психически разстройства като депресия, страхови състояния, злоупотреба с вещества, хранителни разстройства, посттравматичен стрес, шизофрения и няколко личностни разстройства. Самонараняването се среща и при високофункциониращи индивиди, които не са клинично диагностицирани. Мотивациите могат да варират и актът на самонараняване може да служи като механизъм за справяне, осигуряващ временно облекчение на силни усещания като неспокойствие, депресия, стрес, емоционална празнота, усещане за провал, самоомраза или състояния на психиката, включващи ниско самочувствие или перфекционизъм. Самонараняването често се асоциира с историята на травма, заболяване или насилие, включително емоционално или сексуално насилие. Има много и различни методи, които могат да се използват в случаи на самонараняване и които се съсредоточават или върху третирането на причините, предпоставящи поведението, или върху самото поведение. Когато самонараняването е свързано с депресия, може да се окаже ефективно лечението с антидепресанти или терапията. Друг подход включва техники за отбягване, при които пациентът бива ангажиран с други дейности, или актът на самонараняване се замества с други, по-безопасни актове, които не водят до трайни увреждания.
Самонараняването е най-често срещано в юношество и млада възраст, обикновено проявявайки се между 12- и 24-годишна възраст. Самонараняването в детството е относително рядко, но честотата постепенно се увеличава след 80-те години на 20 век. Такова поведение обаче може да се прояви на всяка възраст, включително и сред възрастното население. Рискът от сериозни наранявания и самоубийство е по-висок при по-възрастни самонараняващи се.
Самонараняването не е поведение, свойствено само на хората. Известно е, че животните в плен, например птици и маймуни, също може да проявяват такова поведение.